# Graphiurus murinus
Graphiurus murinus är en däggdjursart som först beskrevs av Anselme Gaëtan Desmarest 1822.  Graphiurus murinus ingår i släktet Graphiurus och familjen sovmöss. IUCN kategoriserar arten globalt som livskraftig. Inga underarter finns listade i Catalogue of Life.

## Utseende
Arten blir 7 till 16,5 cm lång (huvud och bål), har en 5 till 13,5 cm lång svans och väger 23 till 34 g. Med sin tjocka päls och yviga svans påminner den i viss mån om en ekorre. Pälsen har på ovansidan en gråbrun färg och undersidan är ljusbrun. Hos de flesta individer förekommer en mörk ring kring ögonen. Öronen är med 10 till 20 mm längd ganska stora.

## Utbredning och habitat
Denna sovmus förekommer med flera från varandra skilda populationer i östra och sydöstra Afrika från Etiopien till Sydafrika. Arten kan anpassa sig till olika habitat som skogar, savanner eller klippiga områden. Den hittas även i byggnader.

## Ekologi
Graphiurus murinus är aktiv på natten och klättrar huvudsakligen i växtligheten. Flera hanar, honor och ungdjur som troligen tillhör samma familj vilar på dagen i boet som skapas av olika växtdelar. Boet göms i trädens håligheter, i bergssprickor eller i den täta växtligheten. När arten sover rullar den ihop sig med svansen som ett skyddande täcke ovanpå.
Födans sammansättning är beroende på årstid. Under våren livnär sig arten främst av unga växtskott och insekter. Dessutom äts några gnagare, småfåglar och ägg. Med hjälp av frukter, spannmål och nötter skapar sovmusen under sensommaren och hösten ett fettskikt. När inget annat hittas kan även kvistar och bark ingå i födan.

## Bildgalleri

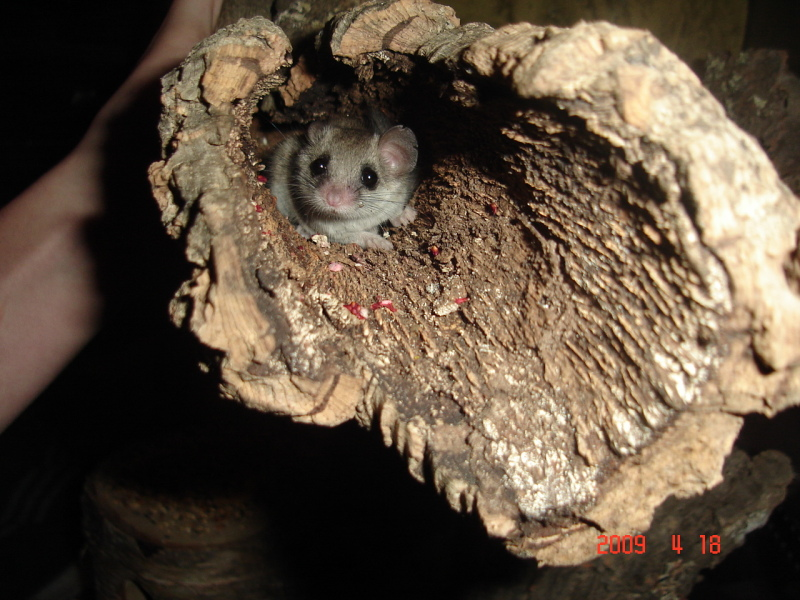
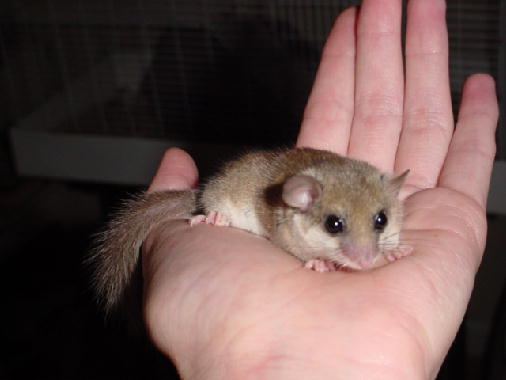
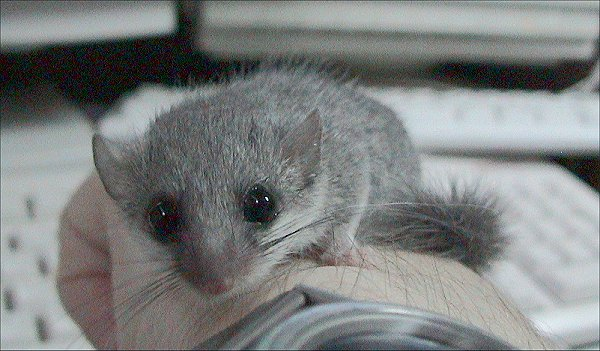